# Leptodactylus latinasus
Leptodactylus latinasus är en groddjursart som beskrevs av Jiménez de la Espada 1875. Leptodactylus latinasus ingår i släktet Leptodactylus och familjen tandpaddor. IUCN kategoriserar arten globalt som livskraftig. Inga underarter finns listade i Catalogue of Life.